# 薄皮溞科
薄皮溞科（学名：Leptodoridae）为双甲目的一个科。此科的模式属为薄皮溞属(Leptodora)。

## 下级分类
本科包括以下属：
- 薄皮溞属 Leptodora Lilljeborg, 1861
  - Leptodora kindti (Focke, 1844)
  - Leptodora richardi Korovchinsky, 2009